# Frank Stiefel
Frank Stiefel (* 20. Jahrhundert in New York City, New York) ist ein US-amerikanischer Filmproduzent, Fotograf und Filmregisseur.

## Karriere
Stiefel wurde in New York geboren und besuchte das The City College of New York. Stiefels Karriere im Fernsehgeschäft begann in den 1970er Jahren, als er unter anderem für Werbespots verantwortlich war. 1999 war er als Executive Producer für den Dokumentar-Kurzfilm Two Weddings verantwortlich. Sein Regiedebüt gab er bei dem Film Ingelore, ein Kurzfilm über die jüdische Holocaustüberlebende Ingelore Herz Honigstein, der 2009 veröffentlicht wurde. Der Film erzählt die Geschichte seiner Mutter (1924–2012), die von zwei Nationalsozialisten vergewaltigt wurde und es schaffte, in die USA zu fliehen. Dieser Film wurde auf Filmfestspielen vorgeführt und auf dem Sender HBO ausgestrahlt.
Für seinen Kurzfilm Heaven Is a Traffic Jam on the 405 erhielt er bei der Oscarverleihung 2018 den Oscar in der Kategorie „Bester Dokumentar-Kurzfilm“.
Frank Stiefel ist verheiratet und Vater von zwei Töchtern.

## Filmografie (Auswahl)
- 1974: Brooklyn Blues – Das Gesetz der Gosse (The Lords of Flatbush)
- 1999: Two Weddings (Dokumentar-Kurzfilm)
- 2009: Ingelore (Dokumentar-Kurzfilm, auch Regie)
- 2017: Heaven is a Traffic Jam on the 405 (Dokumentar-Kurzfilm, auch Regie)